# Hydroplane

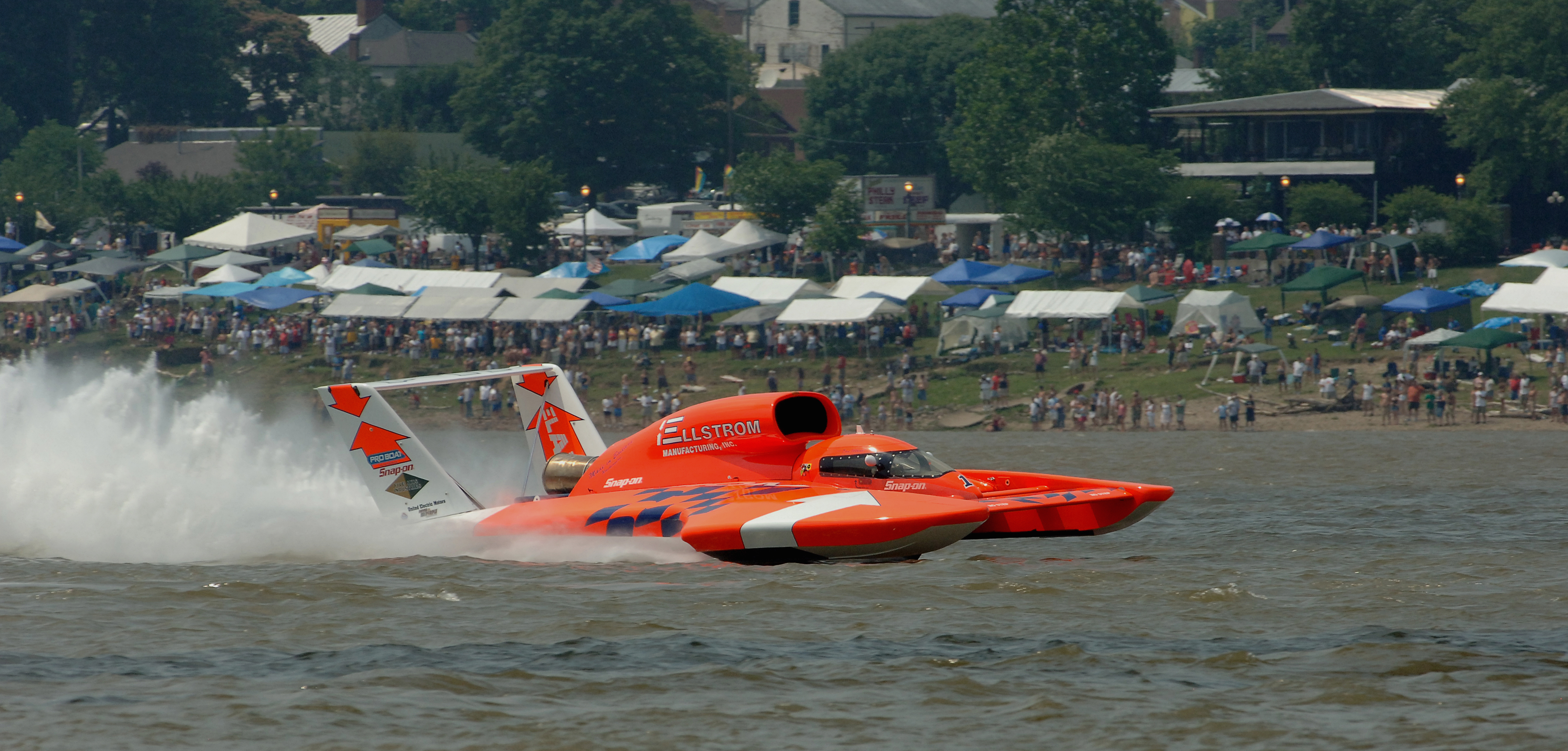
Ellstrom Elam Plus, bei der Madison Regatta, 2006

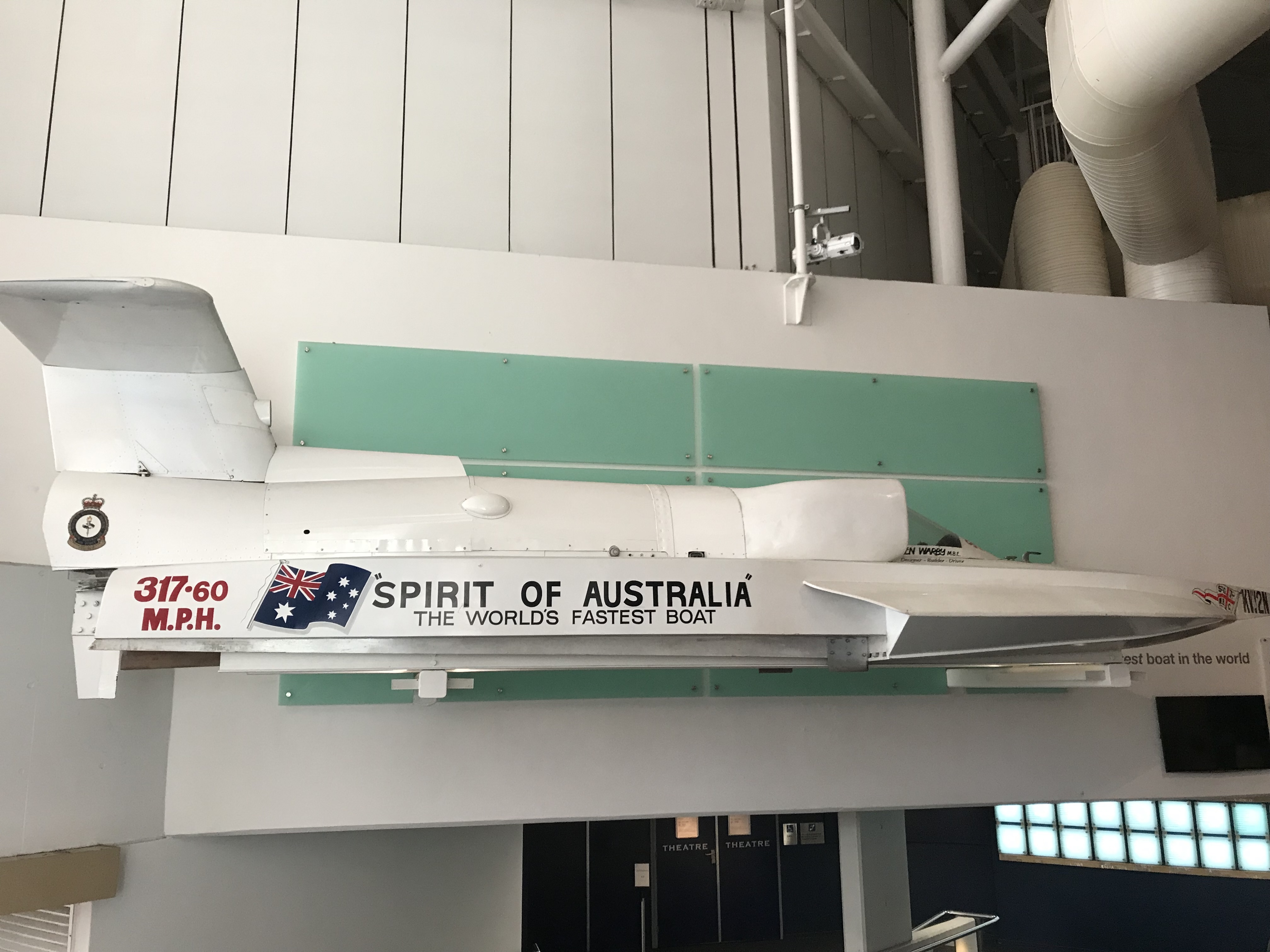
Aktueller „absoluter Rekordhalter“: Spirit of Australia mit 317,60 mph (511,13 km/h).

Als Hydroplane, kurz Hydro oder auch Thunderboat („Donnerboot“), wird ein Motorboot bezeichnet, dessen Rumpfform so ausgelegt ist, dass die Masse des Bootes mit zunehmender Geschwindigkeit eher durch die Fluiddynamik als durch einfachen Auftrieb getragen wird. Dadurch unterscheiden sie sich deutlich vom sogenannten Verdränger.
Ein wesentlicher Aspekt der Hydroplane-Konstruktion ist, dass sie das Wasser, auf dem sie sich befindet, in erster Linie für den dynamischen statt für den statischen Auftrieb benutzt: Wenn die Boote mit hoher Geschwindigkeit fahren, wird das Wasser vom Boden des Bootsrumpfs nach unten gedrückt. Das Wasser übt eine gleiche und entgegengesetzte Kraft nach oben aus und hebt den größten Teil des Rumpfes aus dem Wasser. Dieser Prozess, der direkt an der Wasseroberfläche stattfindet, wird als „planing“ (gleiten) bezeichnet.
Aufgrund dieser Einsatzgegebenheiten findet man diesen Bootstyp nicht im Freizeitbereich, sondern fast ausschließlich im professionellen Rennsport.
Die wörtliche Übersetzung von Hydroplane lautet im deutschen Wasserflugzeug, treffender wäre „Wasser-Oberflächen-Gleiter“. Dieses Prinzip darf aber nicht mit dem sogenannten „Ekranoplan“ beziehungsweise Bodeneffektfahrzeug verwechselt werden. Eine weitere Abgrenzung besteht zum Begriff Hydrofoil, dem Tragflügelboot.

## Hydroplane Design

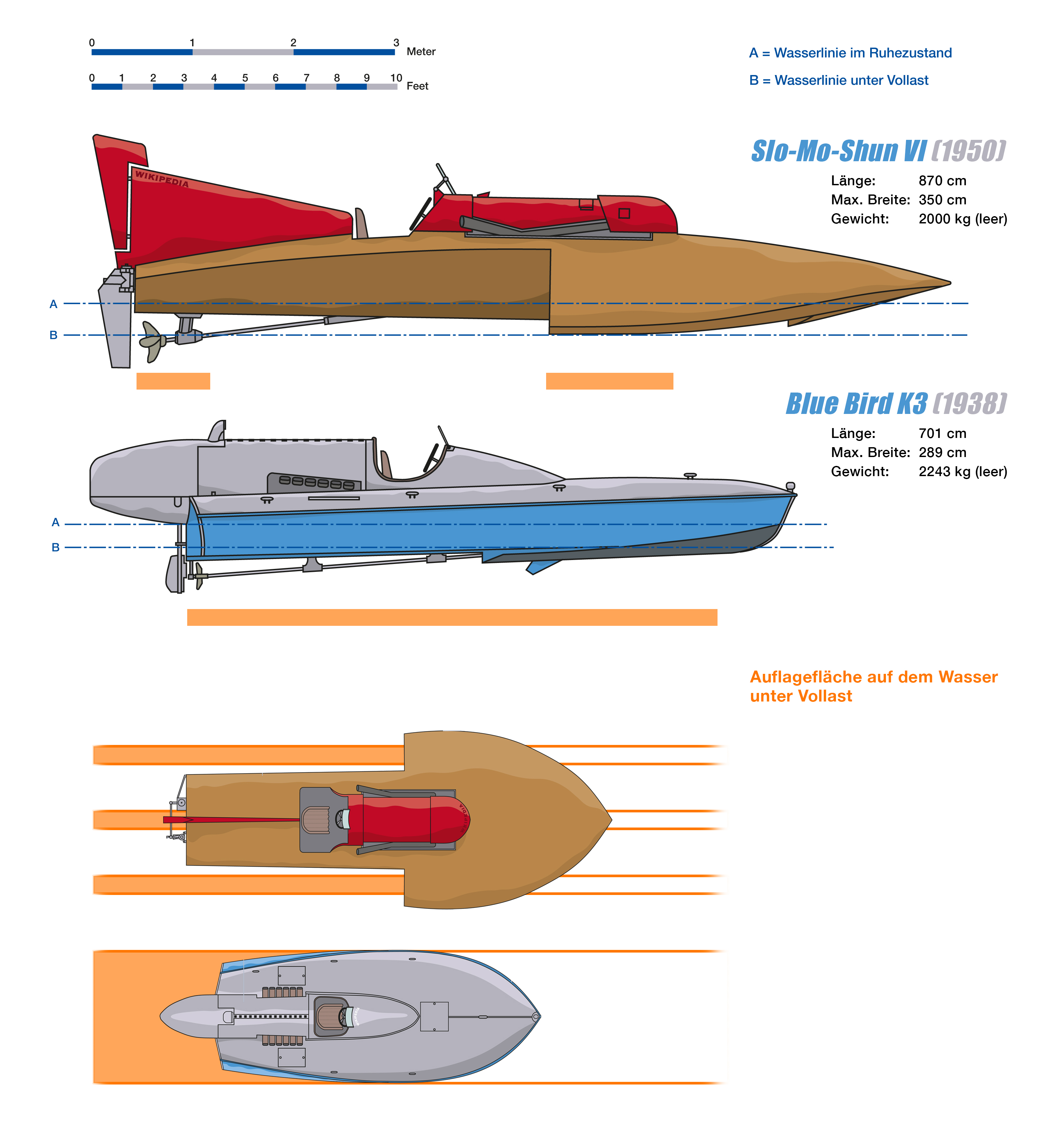
Die verschiedenen „Wasserlagen“ von Slo-Mo-Shun IV und Blue Bird K3, die die Unterschiede zwischen „Dreipunkter“ (oben) und „Gleiter“ (unten) zeigen

Frühe Entwürfe der 1920er Jahre wurden oft von Amateuren gebaut, die die leichtesten Materialien verwendeten, die ihnen zu dieser Zeit zur Verfügung standen. Dabei handelte es sich häufig um Holzbeplankung oder Sperrholz-Bretter für den Rumpf-Boden, 4-Millimeter-Sperrholzpaneele für die Seiten und lackierte Leinwand (ähnlich den damaligen Flugzeugen) für die Decks. Die meisten dieser Boote waren ungefähr 4 Meter lang. Sie hatten Rümpfe, in die eine etwa 75 Millimeter hohe Stufe eingearbeitet war, um Luft unter den Rumpf zu bringen, damit das Boot gewissermaßen „auf diesem Luftkissen schweben“ konnte. Das physikalische Prinzip hinter diesem sogenannten „planing“ wurde damals noch nicht vollständig verstanden. Dadurch hatten die Rümpfe einen flachen Boden mit einer Aufwärtskurve am Bug und der Stufe auf 2⁄3 der Länge nach achtern beziehungsweise hinten. Das Gewicht des im Heck montierten 100-PS-Motors reichte aus, um den Bug vor dem „Unterschneiden“ (der Überspülung durch Wasser) zu bewahren.
Ein großer Fortschritt war die Weiterentwicklung des „Gleiters“ zum „Dreipunkter“.
Eines der frühesten Beispiele für ein „echtes“ Hydroplane ist No-Vac, das in einem ausführlichen Artikel in Popular Mechanics, Vol. 3 vom 5. Mai 1935 beschrieben wird. Das Boot wurde von dem US-Amerikaner LeRoy F. Malrose Sr. entworfen. Die Entwicklung des No-Vac-Designs und der Bau des Bootes begannen schon im Jahr 1933, als LeRoy Sr. eine an ein Tragflächenprofil erinnernde Form für den Überwasserrumpf seines Bootes entwarf, die weitaus weniger Luftwiderstand erzeugte als herkömmliche V-Boot-Rumpfkonstruktionen der damaligen Zeit. Im Juni 1933 wurde das No-Vac durch den professionellen Rennfahrer Jimmy Rodgers erstmals getestet und stellte einen neuen Weltrekord von 78 mph (125,5 km/h) für Boote mit Außenbordmotor auf.
Frühe Hydroplanes hatten neben dem gleichmäßig gekrümmten Bug meist gerade Seitenlinien und ein flaches Deck. Der nach vorn gezogene Bug wurde schließlich durch einen sogenannten pickle fork bow (dt.: „Gurkengabel-Bug“) ersetzt, bei dem zwischen den beiden seitlichen Auslegern ein Zwischenraum verbleibt. Außerdem wurde die zentrierte einzelne vertikale Heckflosse (wie zum Beispiel bei Slo-Mo-Shun IV) schrittweise durch einen horizontalen Stabilisator ersetzt, der von vertikalen Trägern auf beiden Seiten des Bootes getragen wurde. Später, als die Feinabstimmung der Hydrodynamik wichtiger wurde, wiesen die Böden des Hauptrumpfs subtile Kurven auf, um den besten Auftrieb zu erzielen.
Die grundlegende Rumpfgestaltung der meisten Hydroplanes ist seit den 1950er Jahren fast unverändert geblieben: zwei seitliche Ausleger vorn, einer auf jeder Seite des Bugs. In einem schmaleren, meist rechteckigen Abschnitt hinter dem breiten Bug sind Fahrer, Motor und Lenkung untergebracht. Der hintere Teil des Schiffs wird (unter Volllast) von der unteren Hälfte des Propellers im Wasser getragen, der aber auch für den Betrieb unter Wasser (bei langsamerer Fahrt) ausgelegt ist. Das Ziel ist es, so wenig wie möglich vom Boot in Kontakt mit dem Wasser zu halten, da Wasser viel dichter als Luft ist und mehr Widerstand auf das Fahrzeug ausübt. Im Wesentlichen „fliegt“ das Boot über die Wasseroberfläche, anstatt tatsächlich durch das Wasser zu fahren. Diese Boote bezeichnet man als „Dreipunkter“, die Fahrweise als „Propriding“ (dt.: Propellerreiten).
Einer der wenigen ernst zu nehmenden Versuche, ein radikal anderes Design zu entwickeln, seit das Dreipunkt-Propriding-Konzept eingeführt wurde, wird als Canard-Bauweise bezeichnet. Es kehrte die Breiteneigenschaften um und hatte einen sehr schmalen Bug, der das Wasser nur an einer Stelle berührte, und zwei kleine Ausleger am Heck.

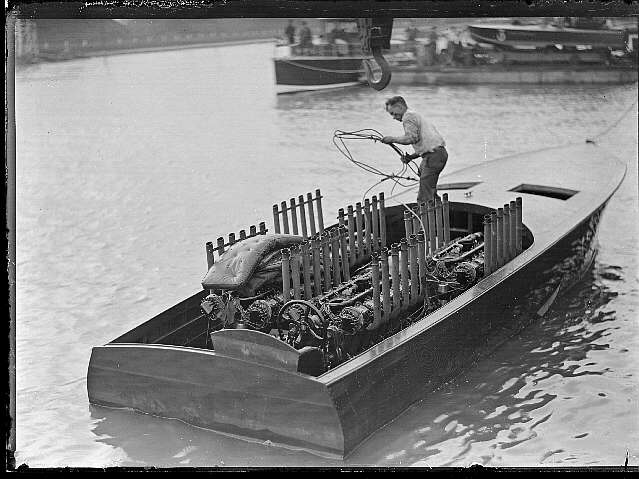
Miss America II, ein frühes Hydroplane nach dem Gleiterprinzip auf dem Maumee River in Toledo, 1920
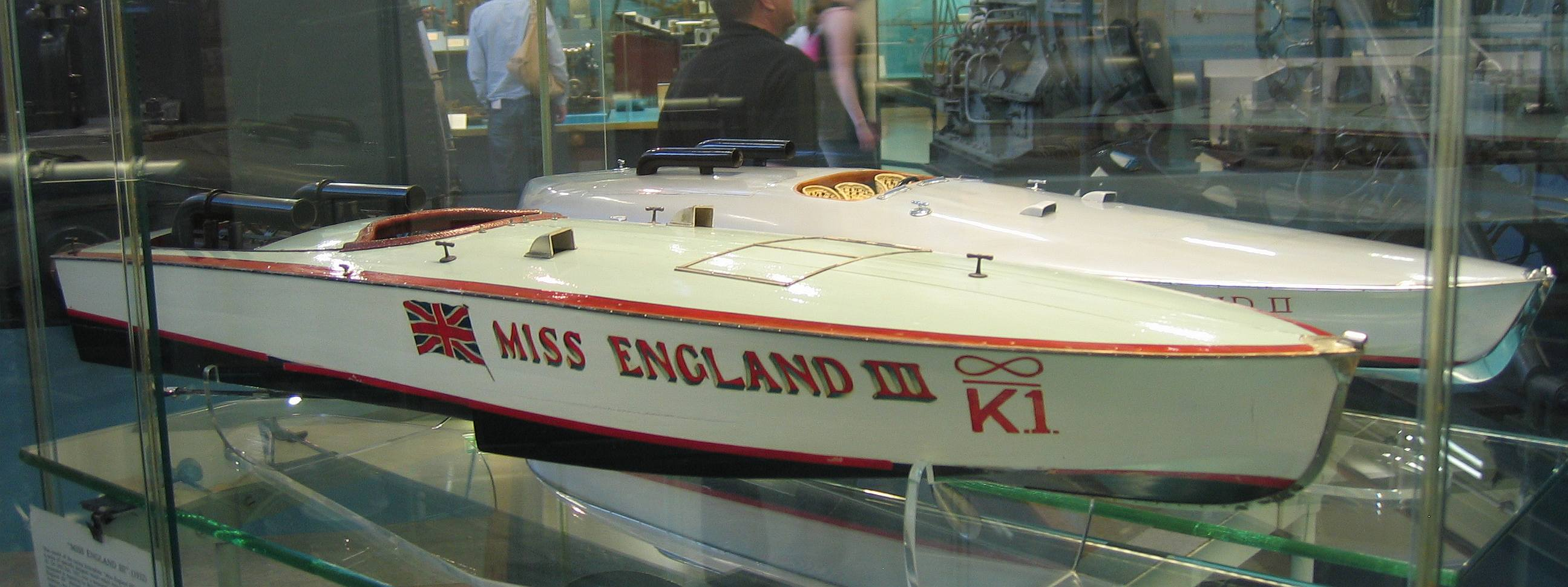
Modell von Miss England III (1932): deutlich zu erkennen, die Stufe am Unterboden (im Hintergrund das Vorgängermodell)
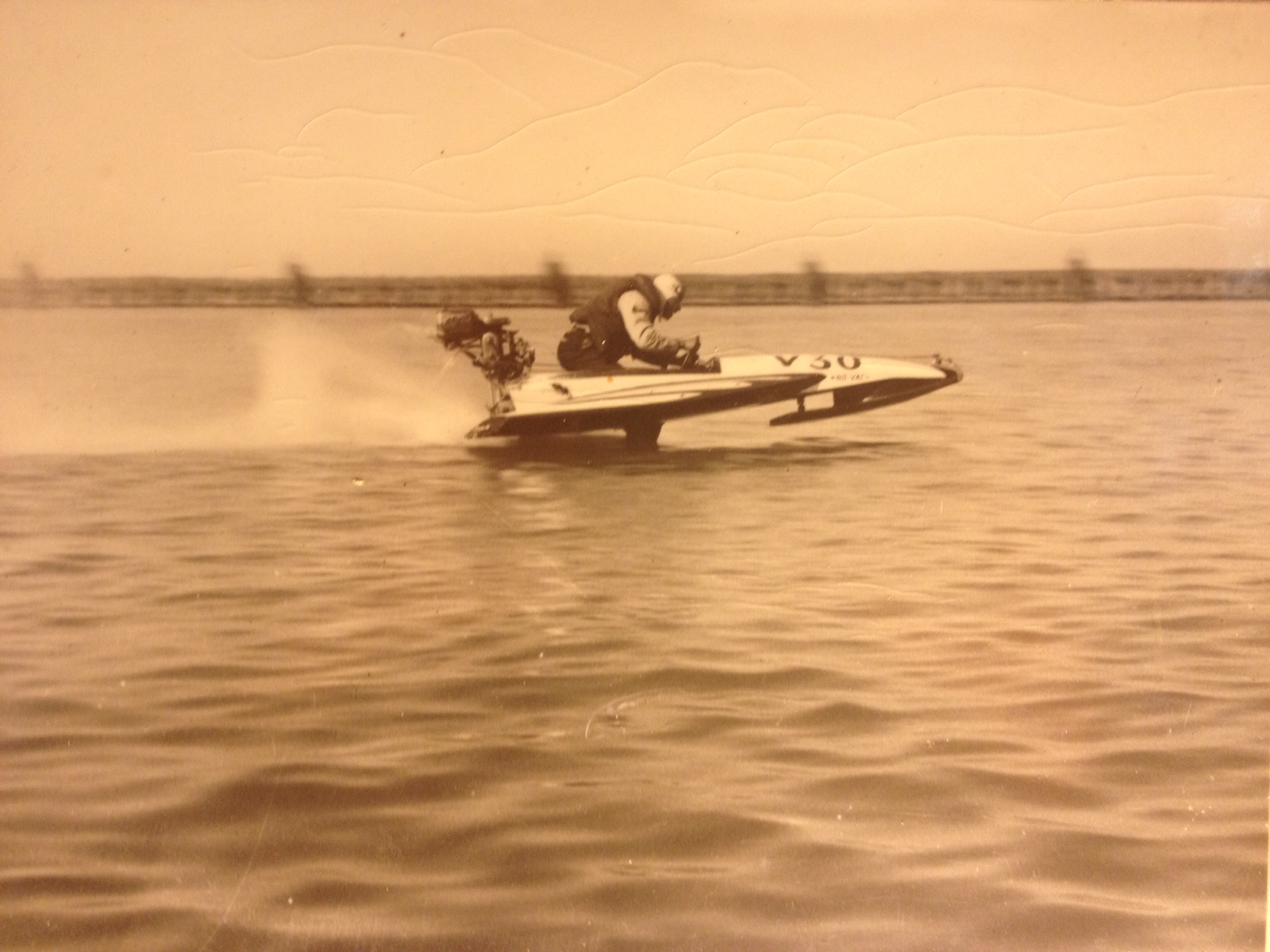
Jimmy Rodgers im Prototyp des Hydroplanes „No-Vac“. Er stellte im Juni 1933 den weltweiten Geschwindigkeitsrekord für Wasseraußenborder von 78 mph (125,52 km/h) auf
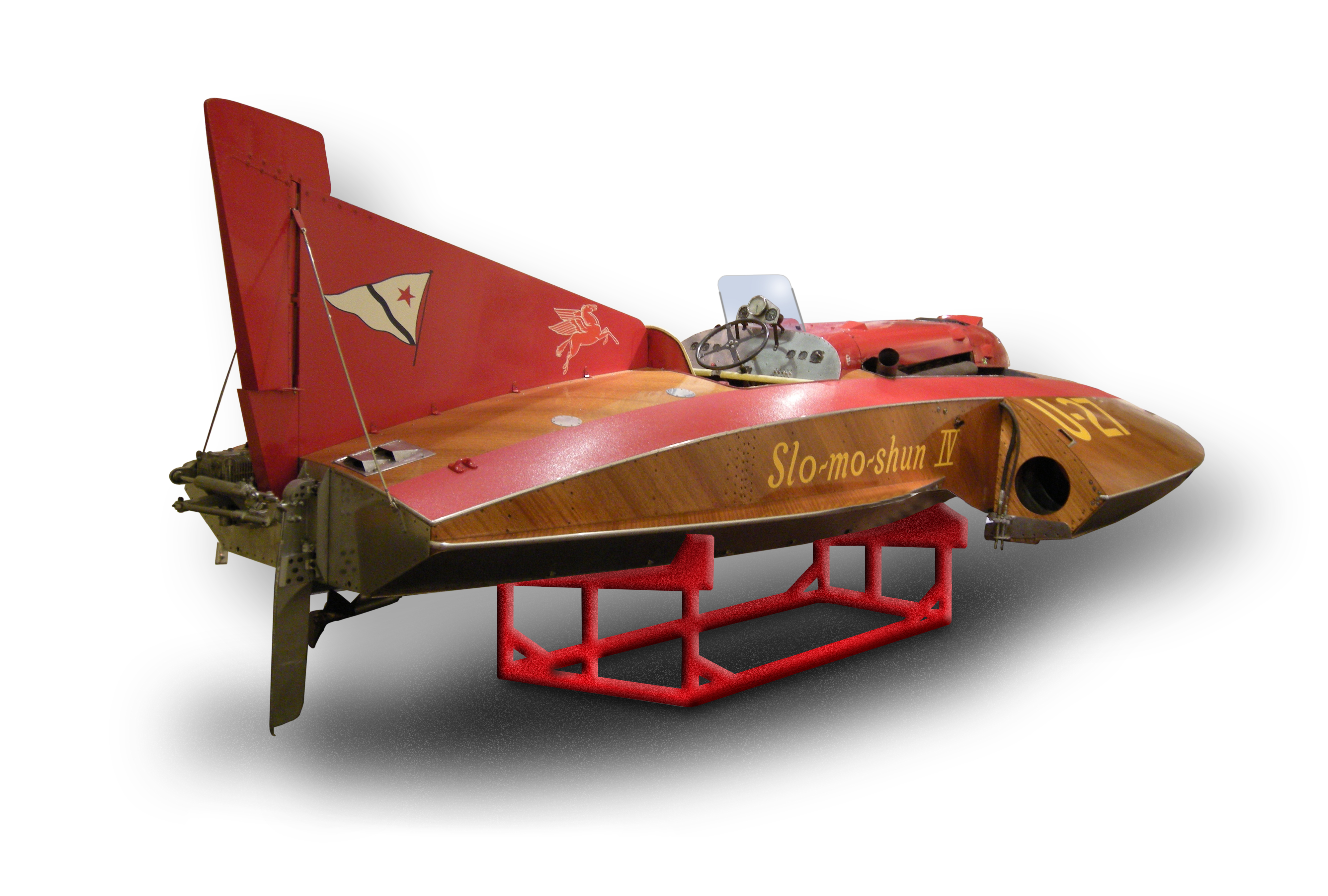
Slo-Mo-Shun IV war das letzte durch einen Propeller angetriebene Boot, das den absoluten Geschwindigkeitsweltrekord auf dem Wasser aufstellte.
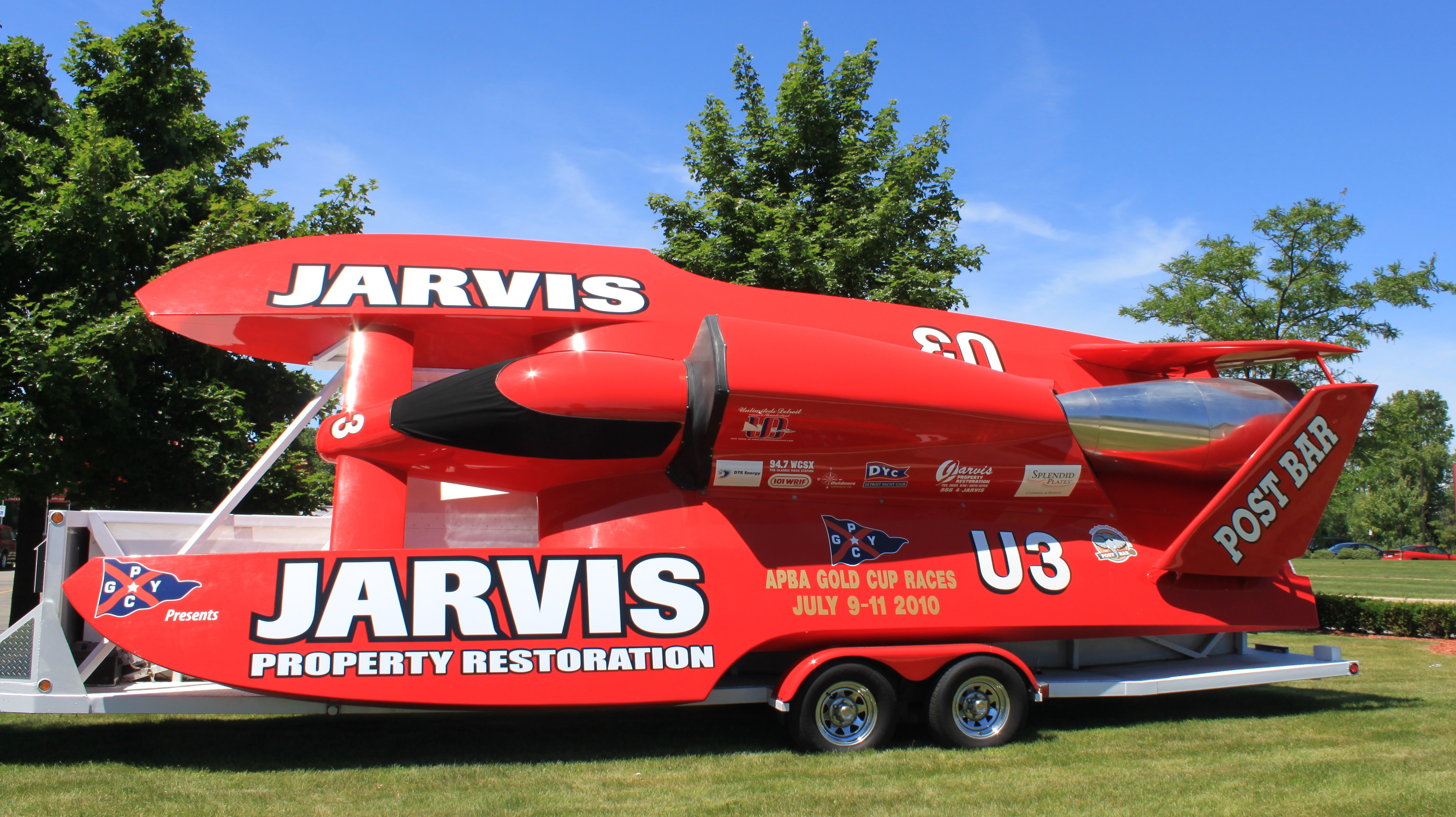
Miss Jarvis auf einem Transport trailer, 2010: Hier erkennt man den sogenannten „Gurkengabel-Bug“ sehr gut
Der horizontale Stabilisator am Heck

## Hydroplane Antrieb

### Kolbengetriebene Motoren
Die Luftfahrtindustrie war die Hauptquelle für die Triebwerke der Boote. Sie lieferte in den ersten Jahrzehnten nach dem Zweiten Weltkrieg ausgemusterte Verbrennungsmotoren aus ehemaligen Jagdflugzeugen, typischerweise Merlins oder Griffons von Rolls-Royce oder den US-amerikanischen Allison V-1710, allesamt flüssigkeitsgekühlte V-12-Motoren. Das laute Brüllen dieser Triebwerke brachte Hydroplanes den Spitznamen Thunderboats oder Dinoboats ein. Diese Motoren wurden in den Anfangsjahren oft doppelt (wie bei den Miss-England-Booten) oder sogar vierfach (Miss America) eingesetzt.
Das von Ted Jones entworfene Dreipunkt-Hydroplane Slo-Mo-Shun IV mit Allison-Antrieb stellte am 26. Juni 1950 im Lake Washington vor Seattle einen neuen absoluten Water Speed Record von 160,323 mph (258,015 km/h) auf und übertraf damit die vorherige, fast elf Jahre alte mit Blue Bird K4 erreichte Rekordmarke von 141,74 mph (228,11 km/h) um fast 32 km/h. 1952 gelang eine nochmalige Verbesserung auf 178,497 mph (287,263 km/h). Damit war Slo-Mo-Shun IV das letzte von einem Kolbenmotor und Propeller angetriebene Boot, das es schaffte, den absoluten WSR zu erringen.
Gelegentlich wurden Versuche unternommen, auch Kraftfahrzeugmotoren einzusetzen, die sich jedoch im Allgemeinen bis auf wenige Ausnahmen (z. B. Ferrari Arno XI) als nicht wettbewerbsfähig erwiesen. Beim in den USA beliebten Drag Boat Racing werden großvolumige V8-Motoren mit Kompressoraufladung eingesetzt. In der Königsklasse Top Fuel Hydro erreichen diese Motoren Leistungen von bis zu 10.000 PS.

### Turbinen-Strahltriebwerke
Nach Slo-Mo-Shun IV verlagerte sich die Antriebswahl bei Versuchen zum absoluten Water Speed Record zum Turbinen-Strahltriebwerk. Der Brite Donald Campbell erzielte mit seinem Bluebird K7 zwischen 1955 und 1964 sieben absolute Rekorde (Bestmarke: 276,33 mph/444,71 km/h). Anfangs wurde ein Metropolitan-Vickers-Beryl-Axialstrom-Turbostrahltriebwerk verwendet, das eine Kraft von 3500 Pfund (16 kN Schub) entwickelte. In der letzten Version wurde ein noch mal stärkeres Bristol Siddeley Orpheus-Triebwerk eingesetzt.
In den 1960er Jahren verwendete der US-Amerikaner Lee Taylor in seinem Hydroplane Hustler eine Westinghouse-J46-WE-8A-Turbojet-Turbine aus einer Chance Vought F7U mit 20,5 kN (10.000 PS) Schub, um eine neue Bestmarke von 285,22 mph (459,02 km/h) zu setzen.
Vor 1977 wurde jeder offizielle Geschwindigkeitsrekord von einem Amerikaner, Briten, Iren oder Kanadier aufgestellt. Am 20. November pilotierte erstmals mit Ken Warby ein Australier seine von einer Westinghouse J34-Turbine angetriebene Spirit of Australia auf eine Geschwindigkeit von 288,18 mph (463,78 km/h), um Lee Taylors Rekord zu übertreffen. 1978 gelang eine nochmalige Verbesserung auf 317,60 mph (511,13 km/h). Dieser Rekord hat bis heute (2021) Bestand, und es gab nur zwei offizielle Versuche ihn zu brechen.

### In der Klasse „H1 Unlimited“
siehe Hauptartikel:→ Unlimited Hydroplane
Ab 1980 setzten die Teams zunehmend sogenannte Turboshaft-Triebwerke (Gasturbinen/Wellenturbinen) ein. Oft diente ein Lycoming T55-L7-Turbinentriebwerk (das seit der Vietnam-Ära im CH-47 Chinook-Militärhubschrauber verwendet wird) als Antrieb. Unter dem aktuellen Reglement sind damit Leistungen bis zu 3000 PS möglich. Das Triebwerk erzeugt eine sehr hohe Rotationsenergie, die durch ein Getriebe mit einer Untersetzung von etwa 50 % übertragen wird, um die Propellerdrehzahl zu verringern. Seit 1998 ist das Lycoming T55-L7 als einziges Turbinen-Triebwerk zugelassen. Der Vortrieb erfolgt trotzdem hauptsächlich durch Propeller im Wasser.

### Galerie(verschiedene Antriebe)

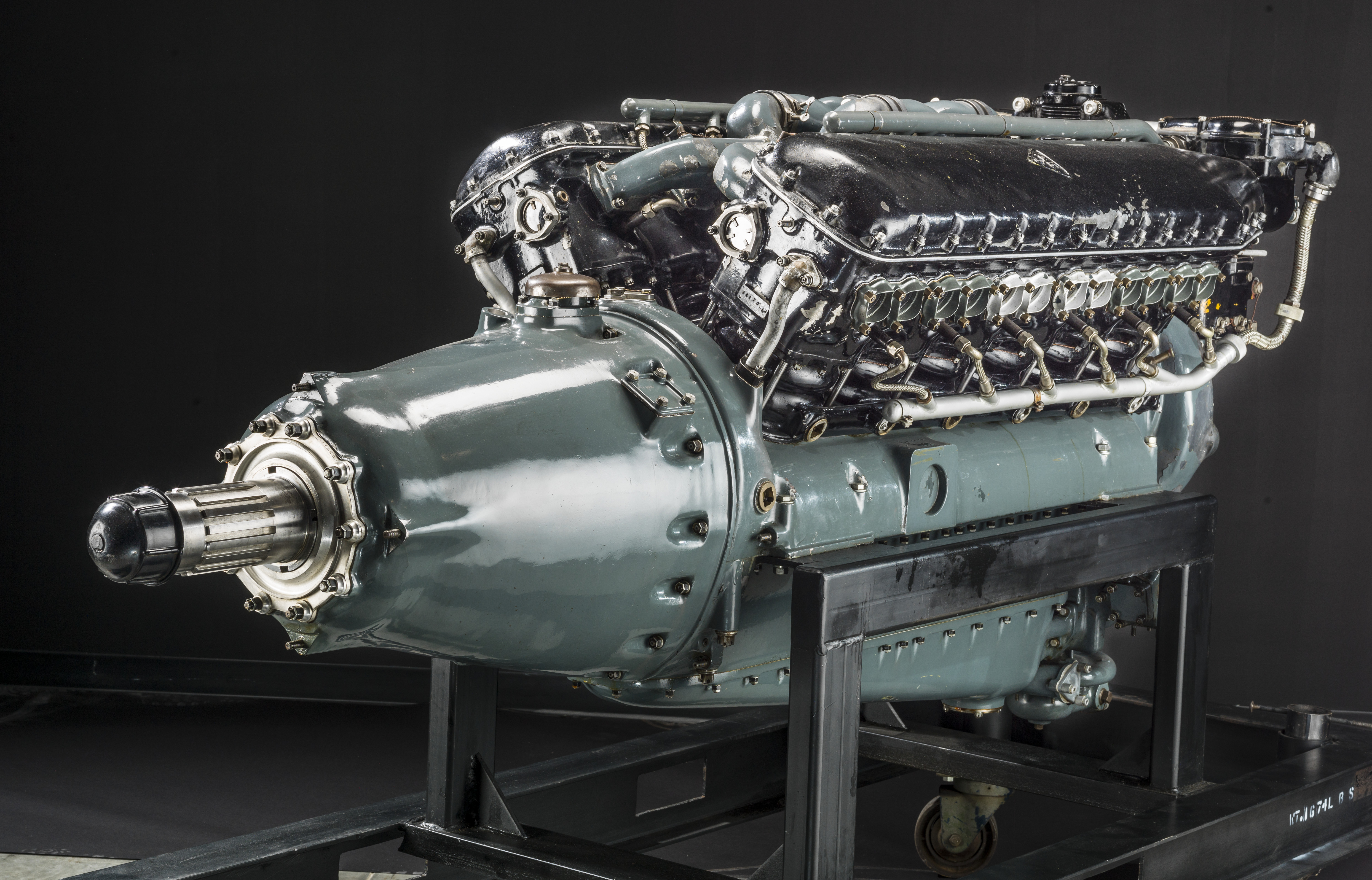
Allison V-1710-7 V-12 wie er in Slo-Mo-Shun eingesetzt war
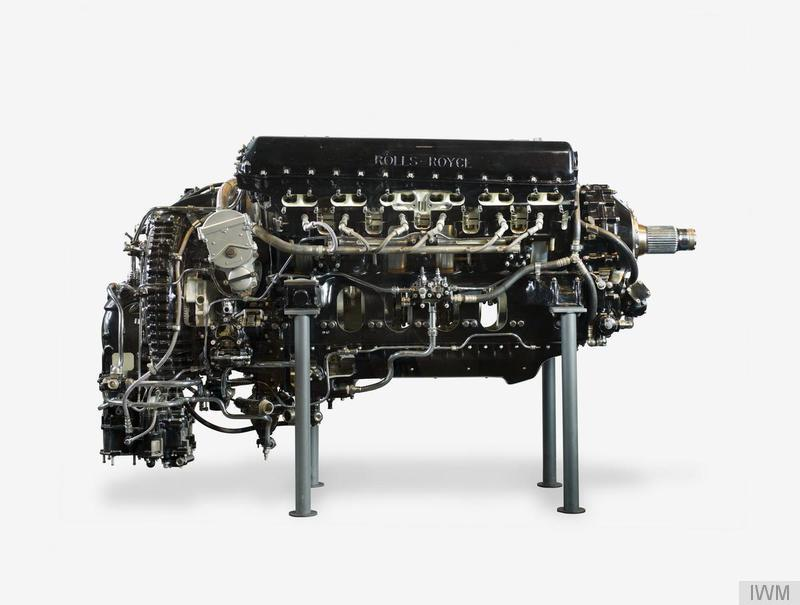
Rolls-Royce Merlin
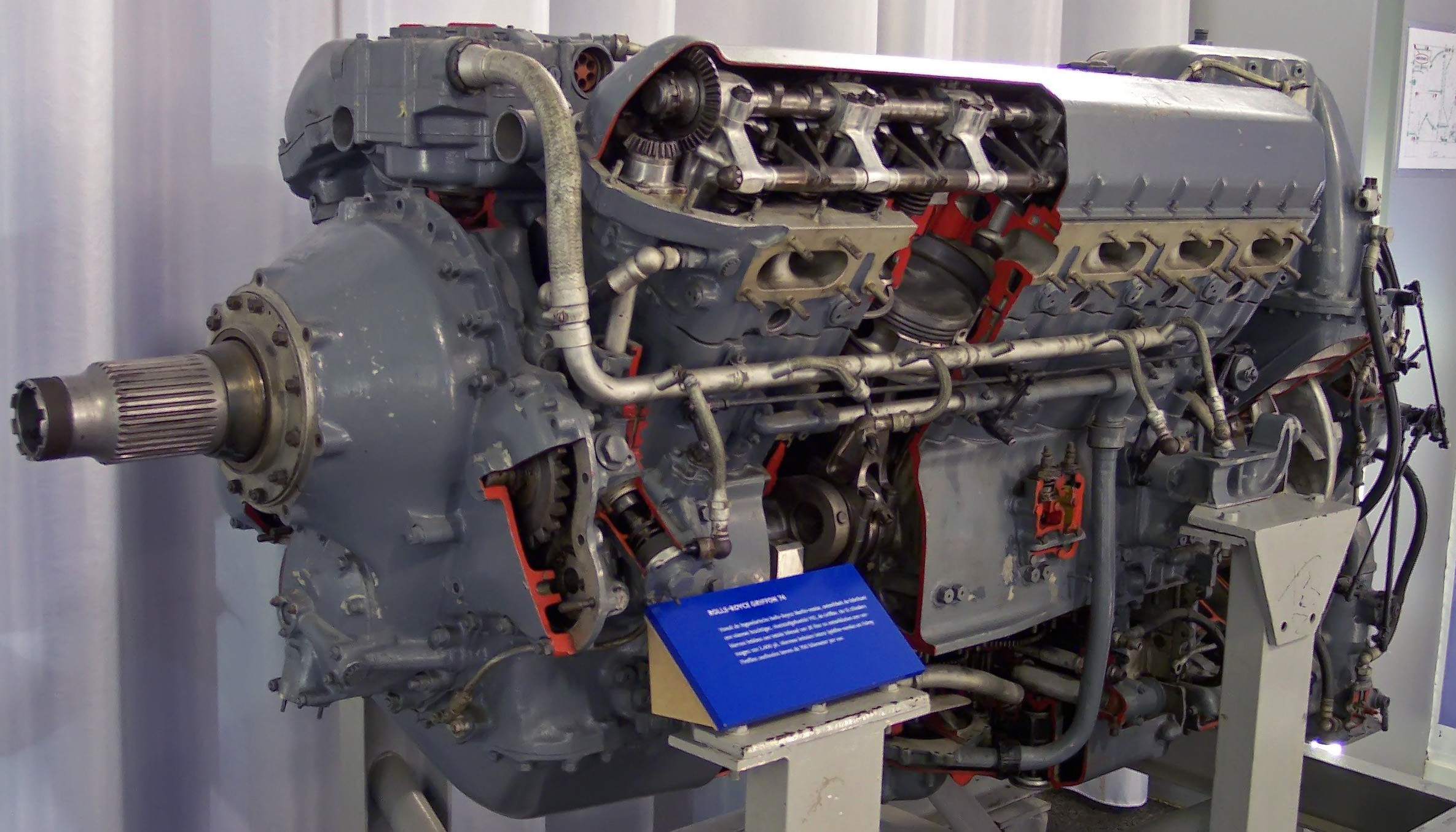
Rolls-Royce Griffon
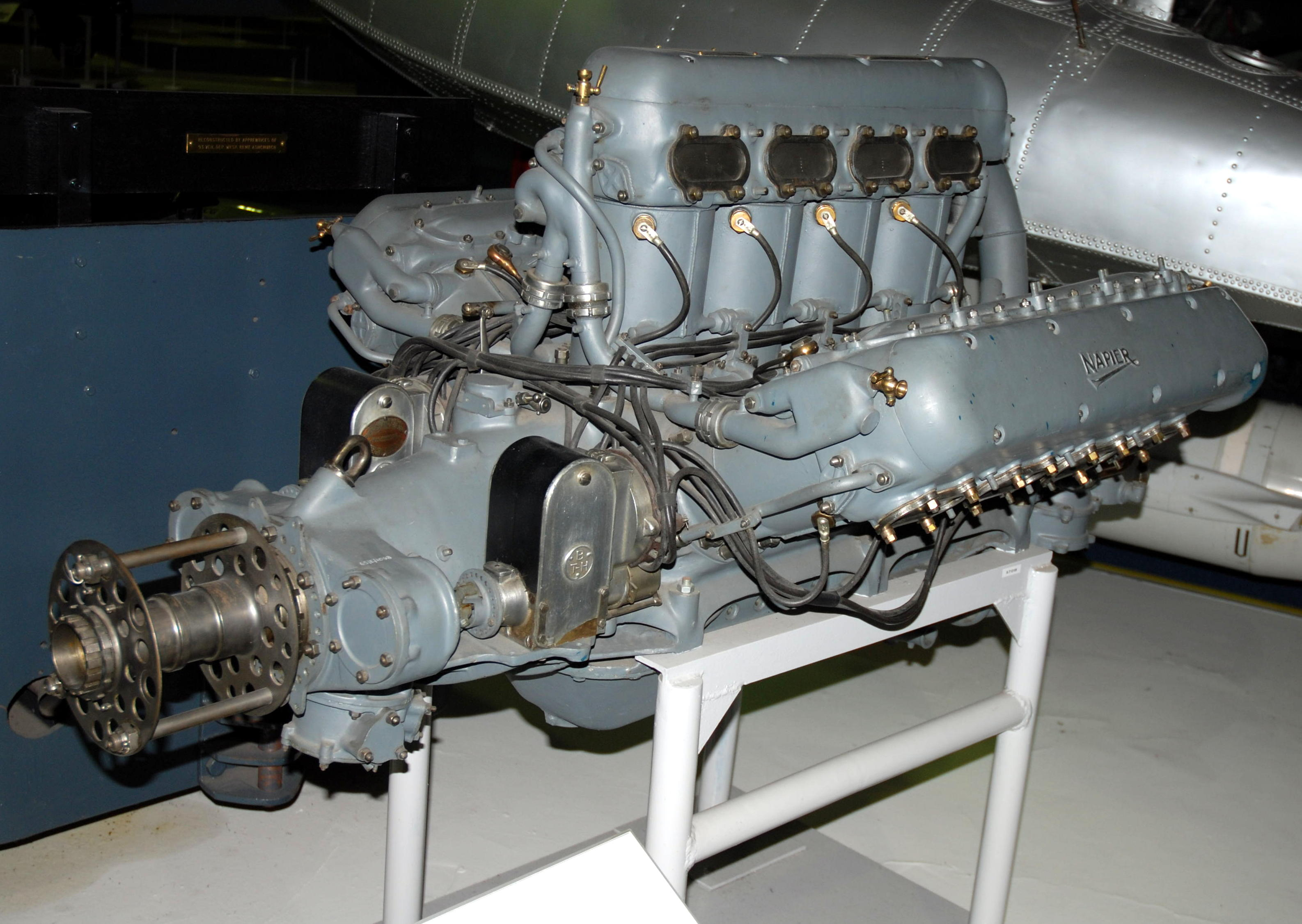
Ein Napier Lion VII mit der typischen W-Anordnung der Zylinder, wie er in Miss Britain III eingesetzt war
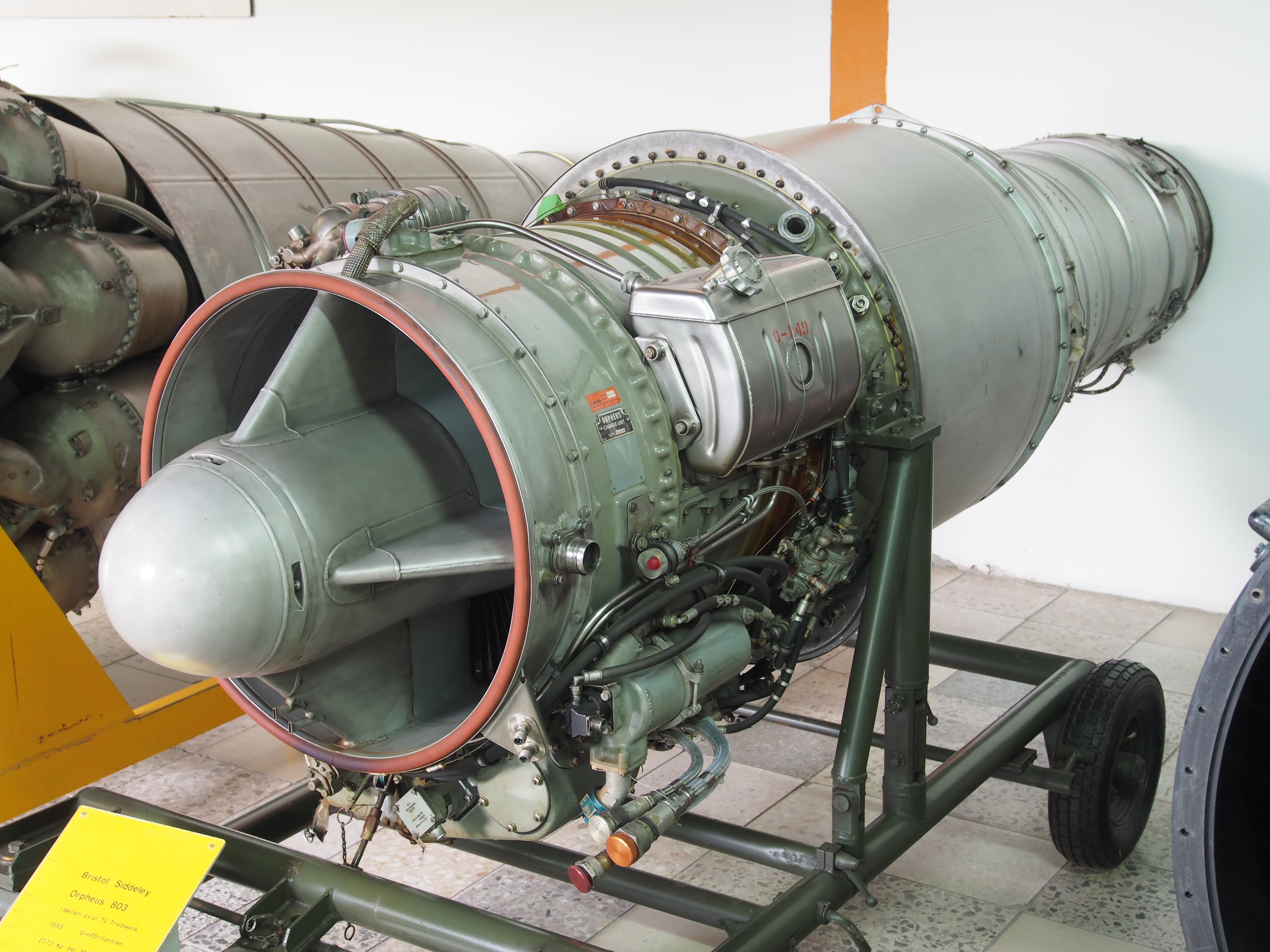
Bristol Siddeley Orpheus-Triebwerk, wie es in der letzten Version von Bluebird K7 eingesetzt war
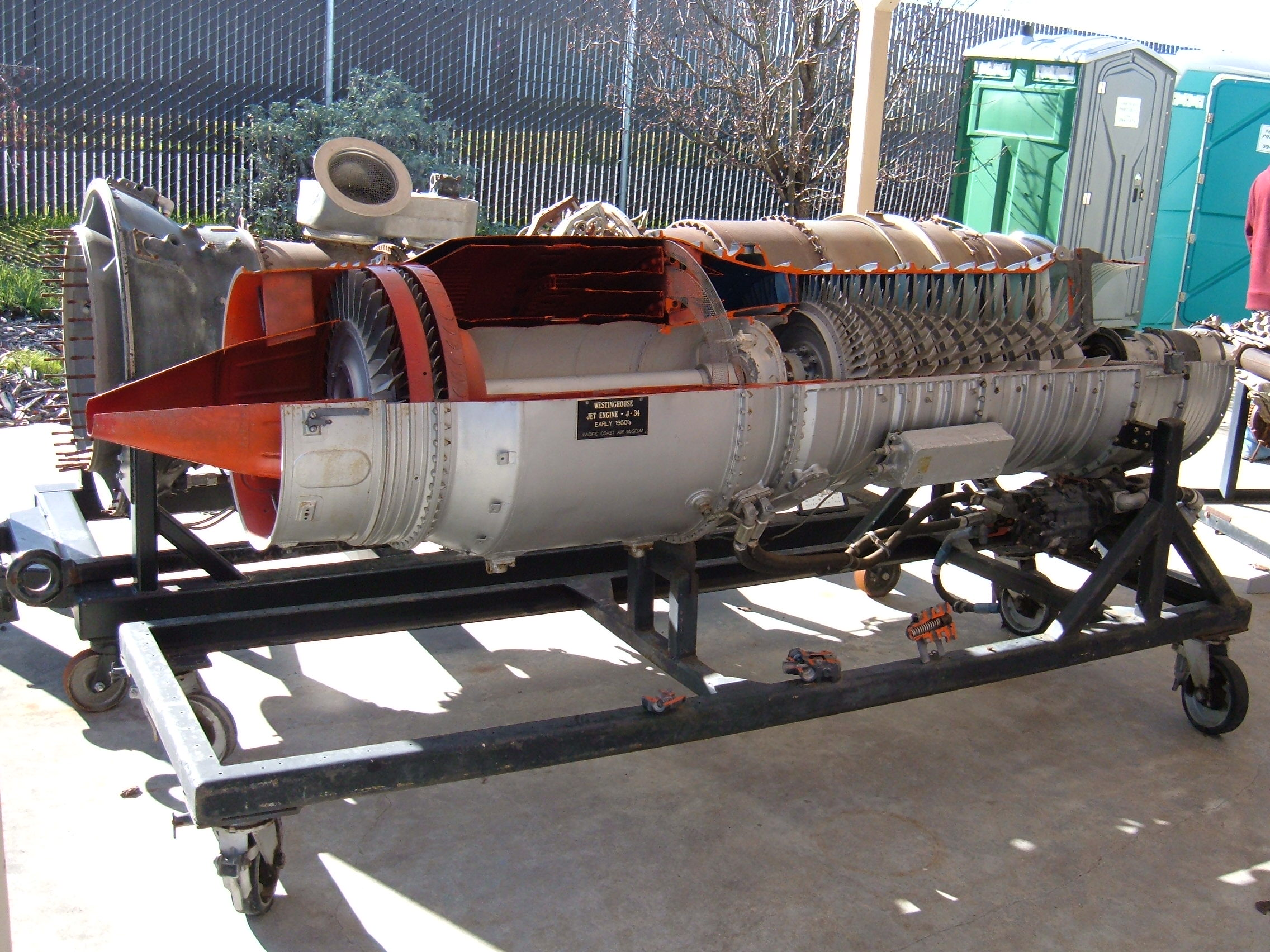
Eine Westinghouse J34, wie sie zum Beispiel in Spirit of Australia verwendet wurde
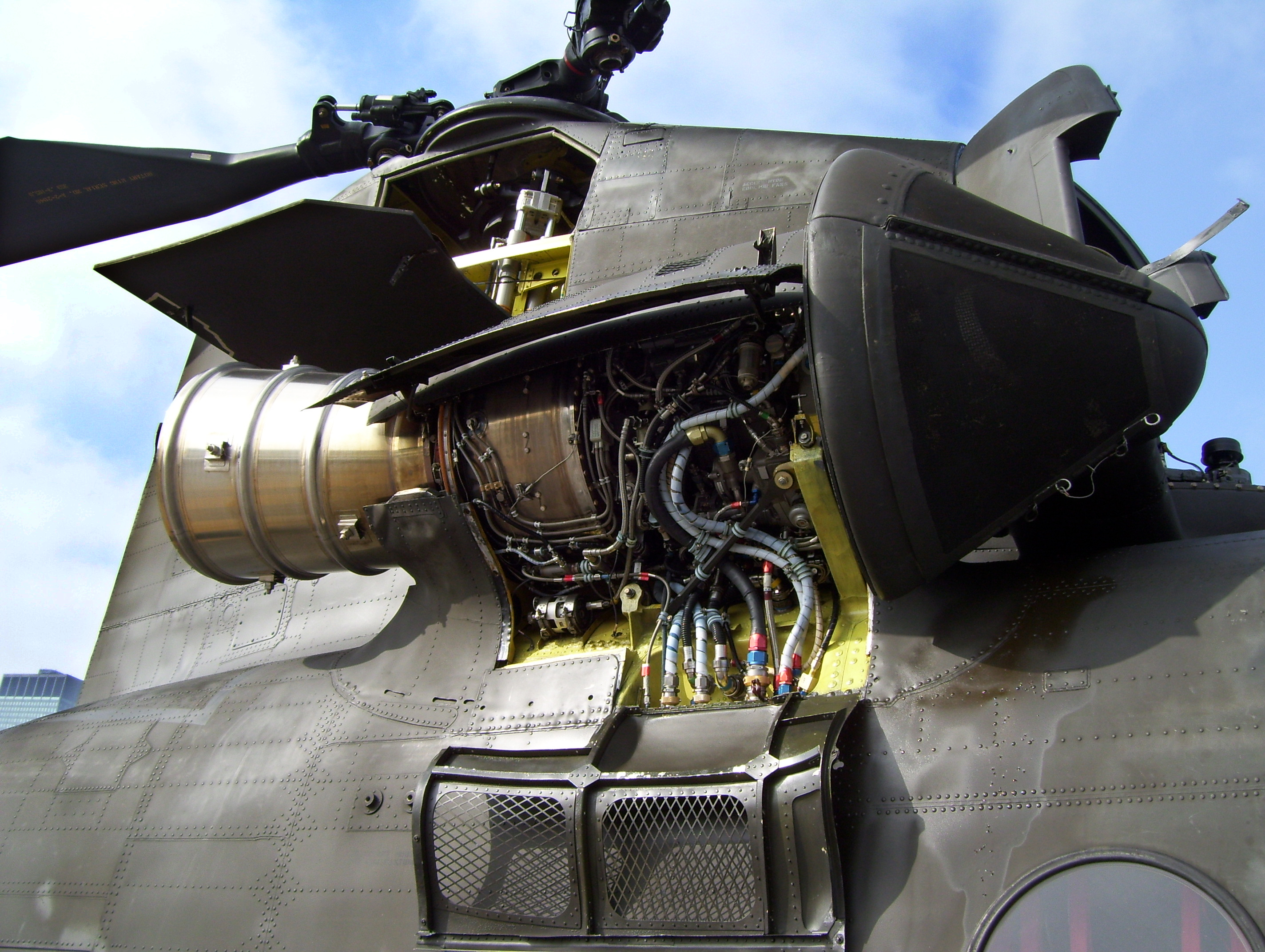
Lycoming T55-GA-712, Das Hubschraubertriebwerk, das in der „H1 Unlimited“ verwendet werden darf

## Hydroplane Racing
Neben den Kategorien Water Speed Record und H1 Unlimited kommen nach dem Hydroplane-Design gebaute Boote in verschiedensten Bereichen des Motorbootsport vor.
Die limited-Klassen von Inboard-Hydroplanes (also Boote, deren Antrieb in den Rumpf eingebaut ist) werden unter dem Namen Inboard Powerboat Racing in verschiedenen Kategorien organisiert. Hier kommen sowohl 4-Takt-Kraftfahrzeugmotoren als auch Zweitaktmotoren zum Einsatz. Die Saison dauert von April bis Oktober. Viele Unlimited-Fahrer starteten ihre Karriere in den Limited-Klassen.
In der limited-Kategorie Außenborder ist die F1 H2O-Serie die bekannteste. Hier werden in drei nach Gewicht und Motorgröße reglementierten Klassen internationale Meisterschaften ausgetragen. In der Königsklasse (3 Liter) werden Geschwindigkeiten von bis zu 244,94 km/h erreicht.
In den USA ist Drag Boat Racing sehr beliebt. Hier treten zwei Boote auf der Distanz von einer viertel Meile (402,3 m) gegeneinander an. In der Klasse Top Fuel Hydro werden Geschwindigkeiten von bis zu 268,40 mph (431,94 km/h) und Zeiten zwischen 3,4 und 3,5 Sekunden.

## Galerie

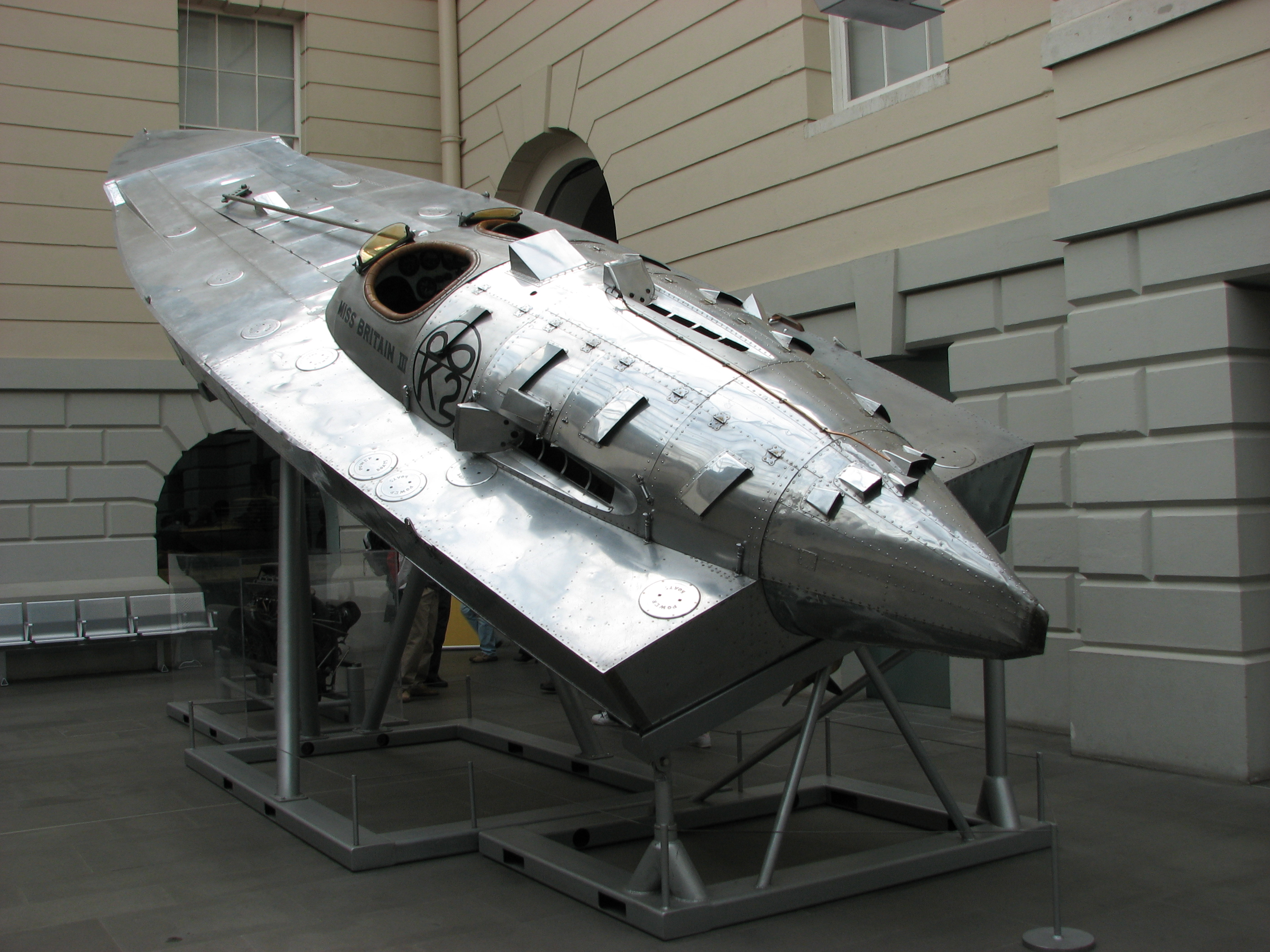
Miss Britain II, langjähriger Rekordhalter für Boote mit nur einem Motor, 1934
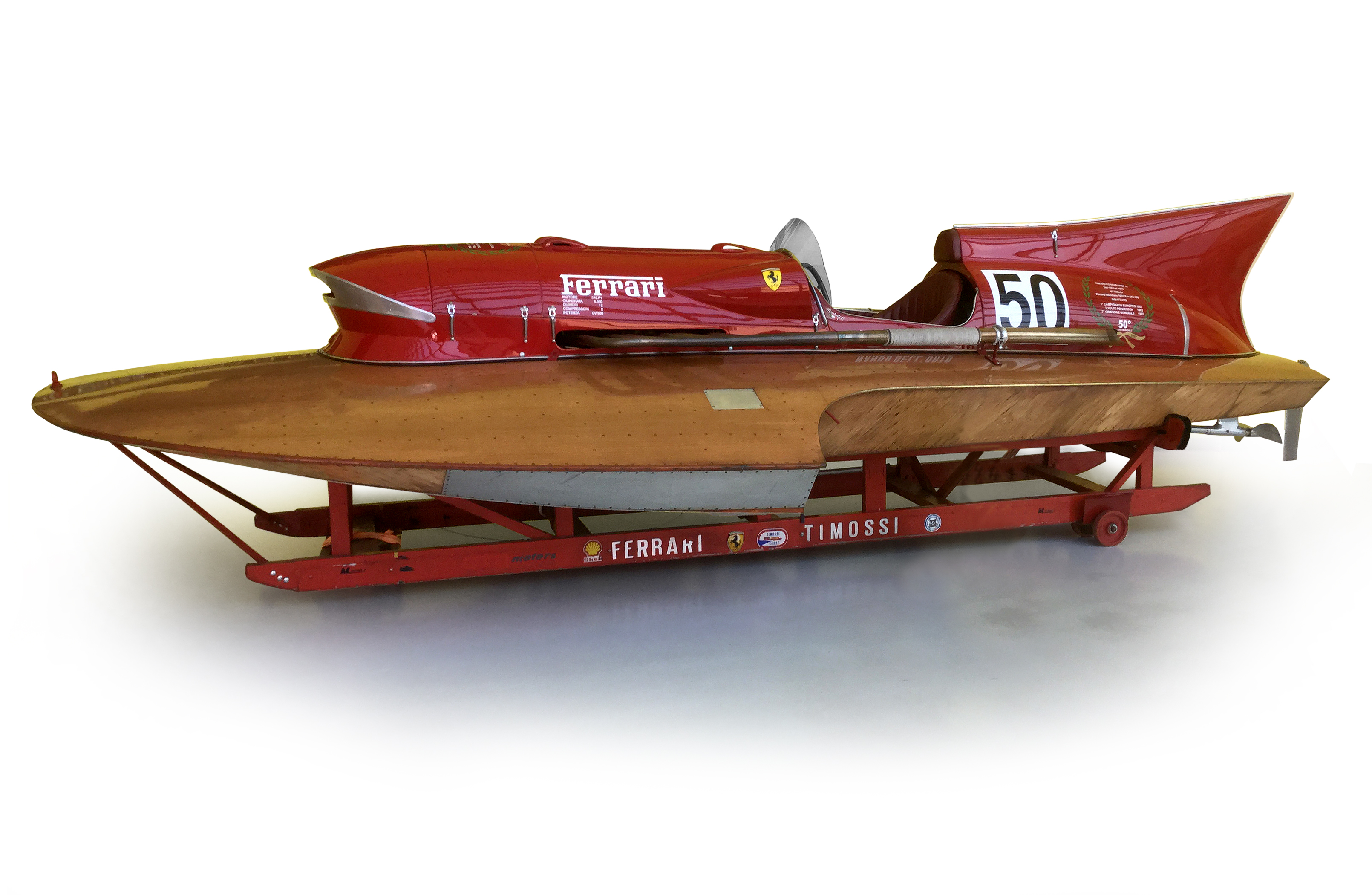
Ferrari Arno XI: 1. Platz in der World Water Speed Championship für Motorboote bis 900 kg im Jahr 1953, ein noch ungeschlagener Rekord.
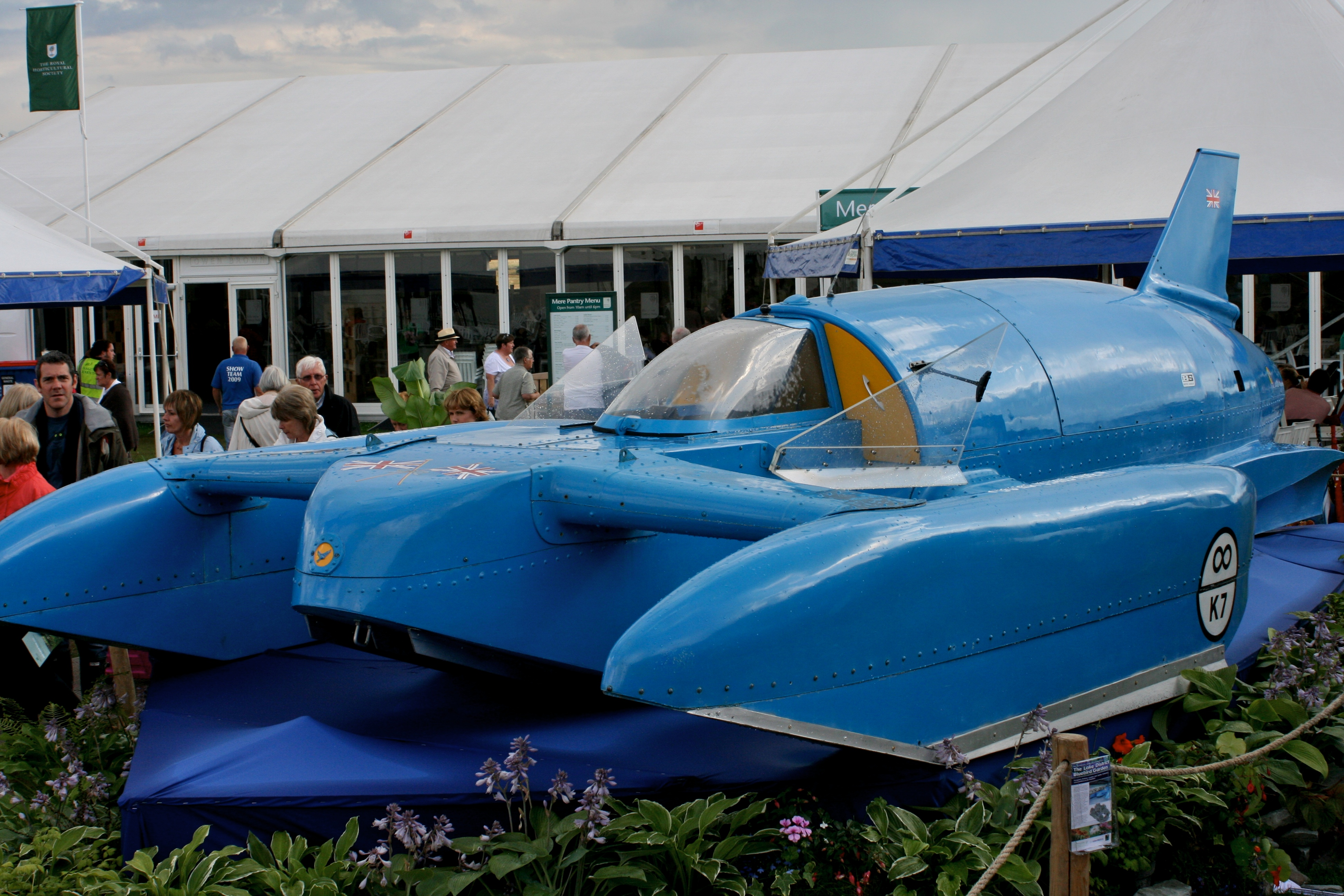
Nachbau von Campbells Bluebird K7, dem erfolgreichsten WSR-Boot (7 Rekorde), 1955–1964
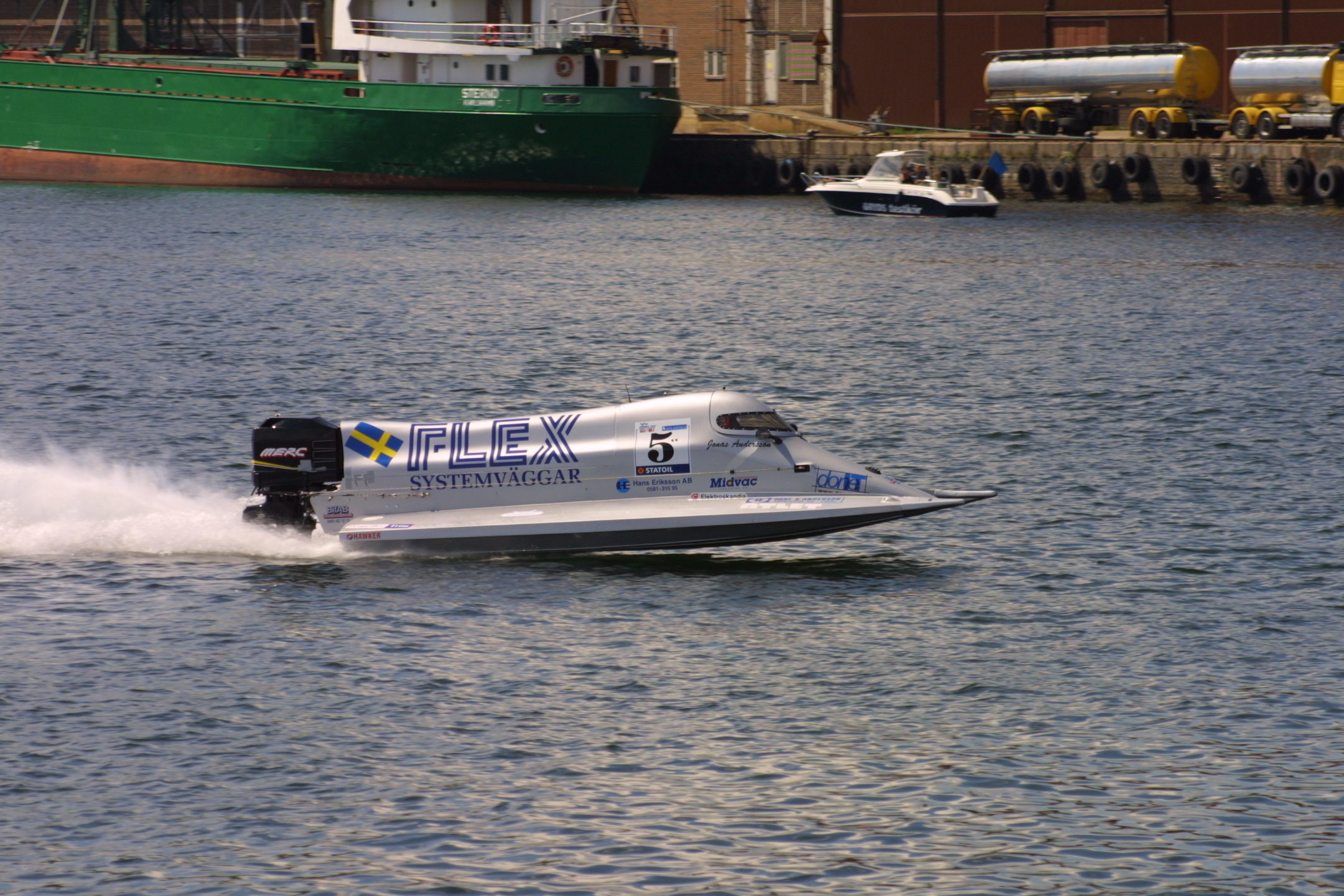
Jonas Andersson in einem F1 H2O, 2001
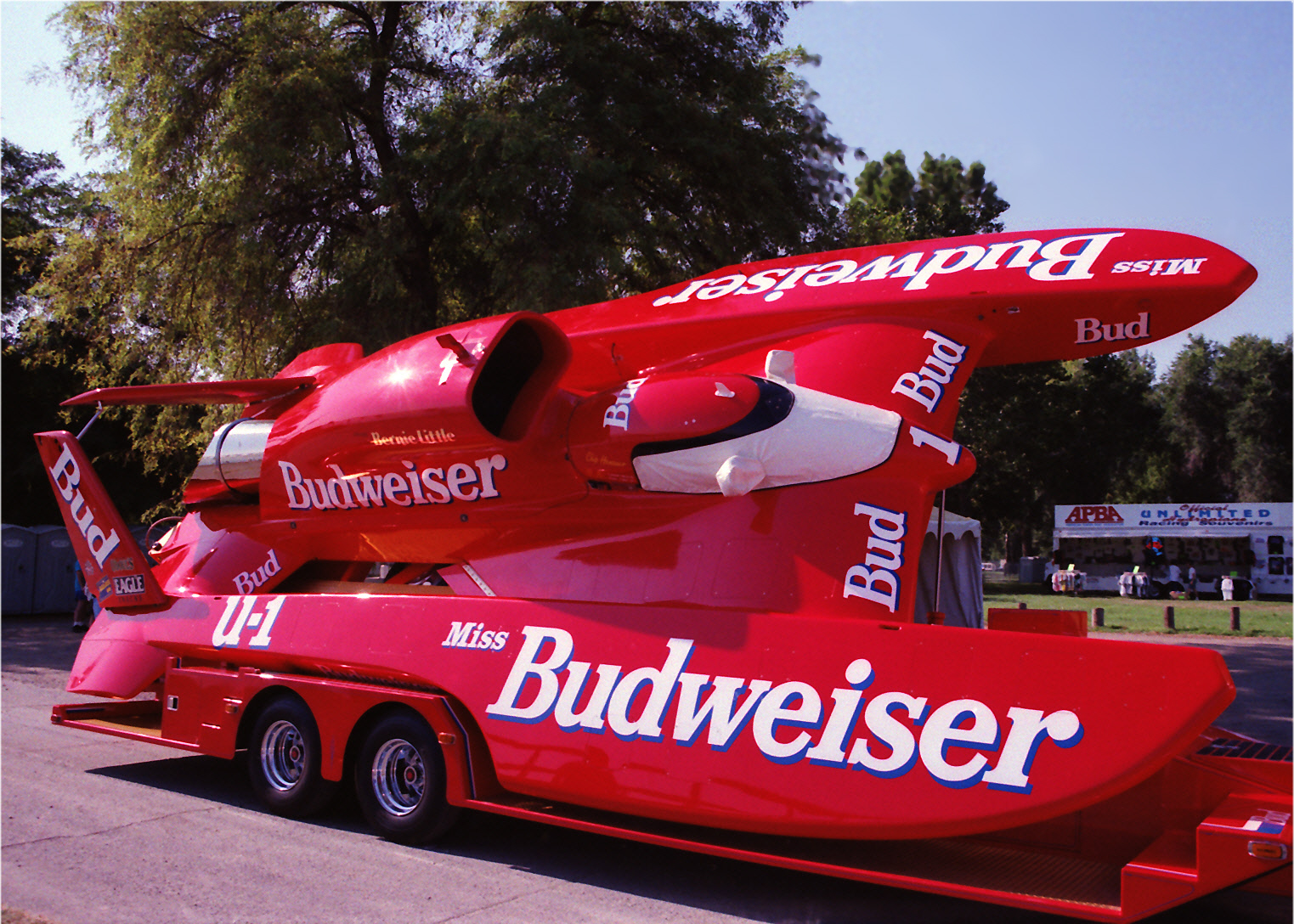
Miss Budweiser, das erfolgreichste Boot in der Geschichte der „H1 Unlimited“, 1963–2004
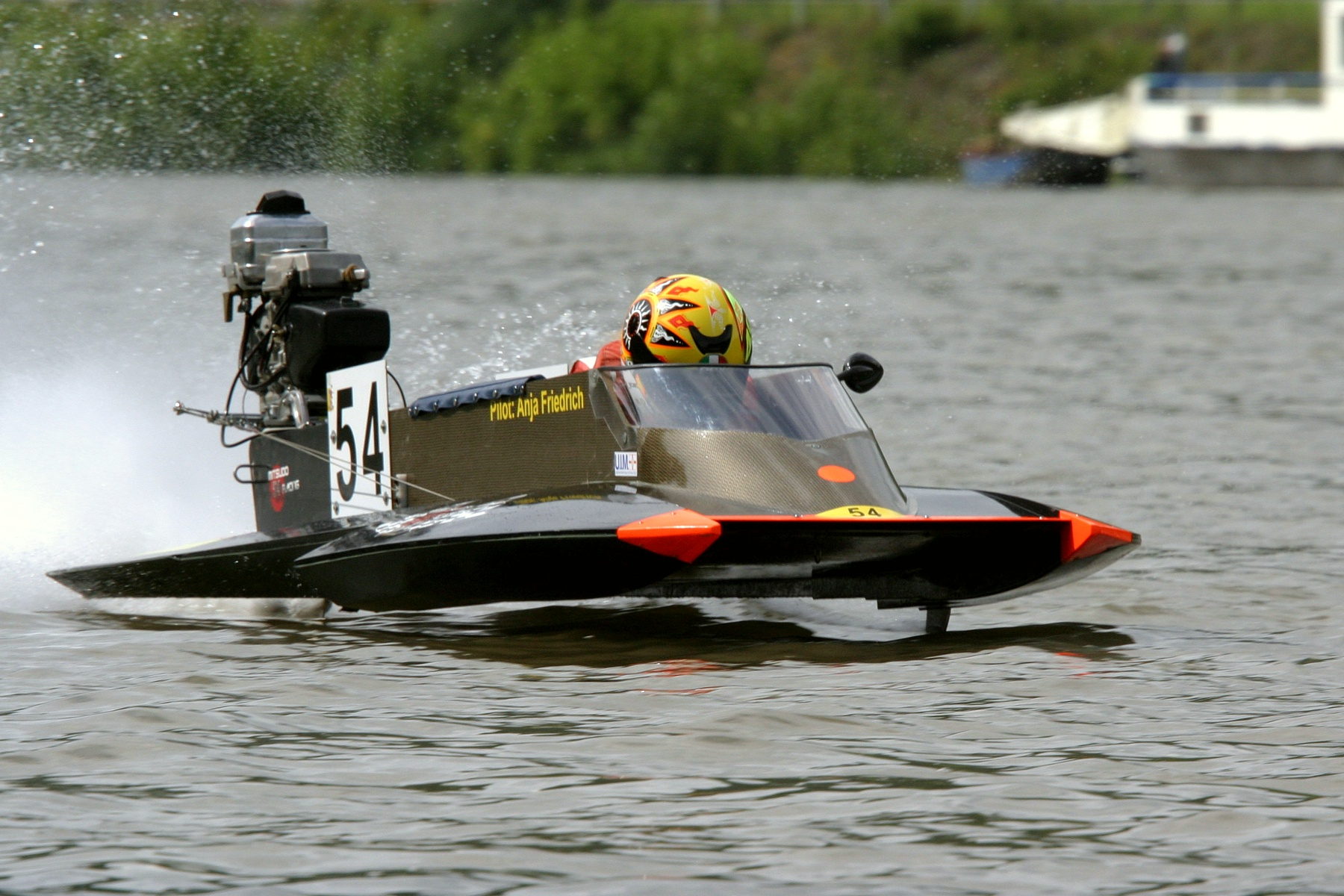
Perfektes „Propriding“
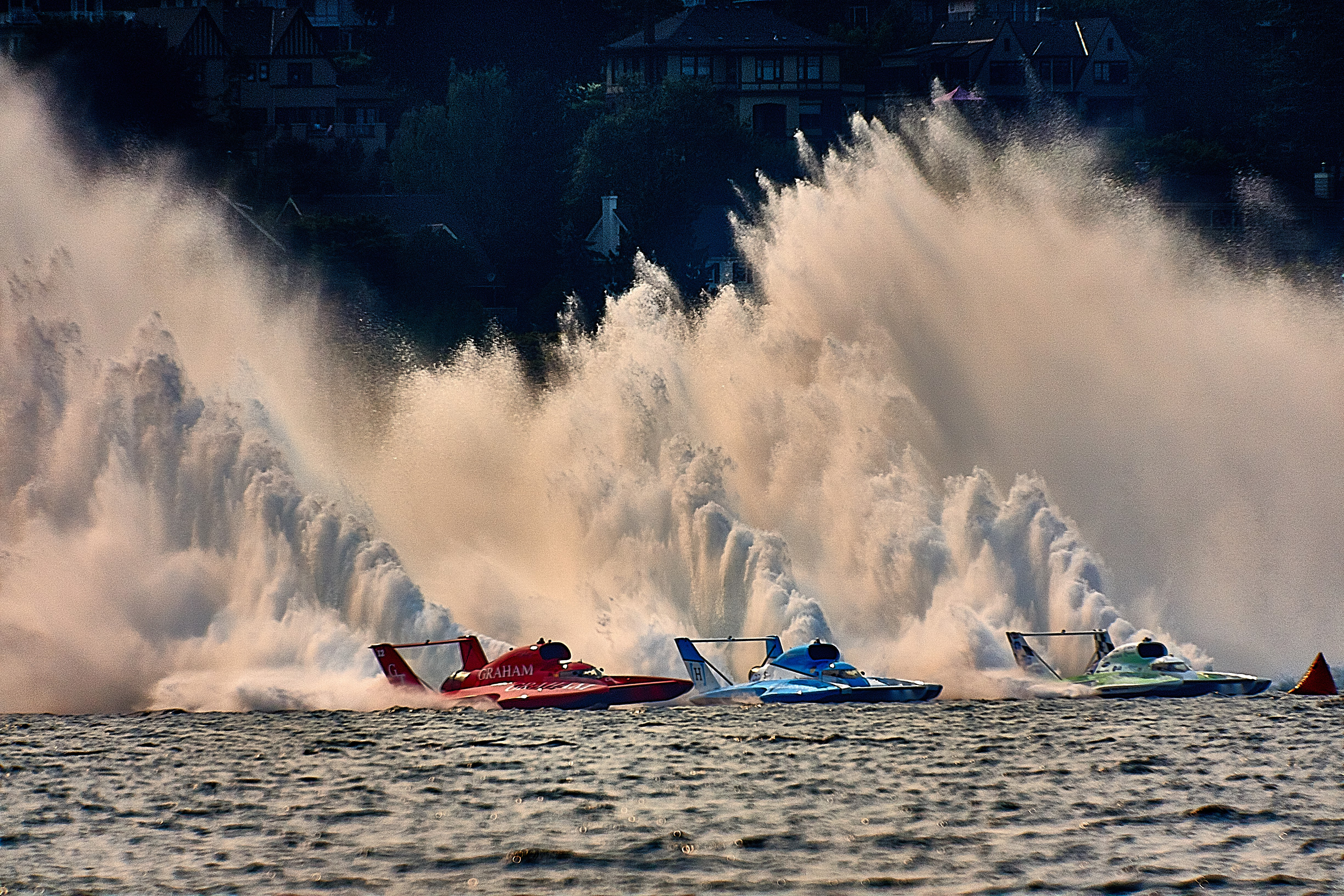
Die typischen, hohen, Fontänen am Heck der Boote (durch den Propeller) haben den passenden Spitznamen „Rooster Tail“ oder „Rooster Cock“ (Hahnen- oder Gockelschwanz).